# El Solà del Boix

El Solà del Boix, respecte del terme de Castellcir

El Solà del Boix, o El Rossell, és una moderna urbanització a cavall dels termes municipals de Castellcir i de Sant Quirze Safaja, tots dos pertanyents a la comarca del Moianès.
Està situada a l'extrem sud del terme de Castellcir, i en el racó nord-oest del de Sant Quirze Safaja, a prop i al nord de l'accés a aquest darrer poble des de la C-59 per la carretera BV-1341. És a l'esquerra de la riera de Sant Quirze i a la dreta del Tenes.
El seu accés principal, i el més fàcil, és per la carretera BV-1341, poc abans que aquesta arribi al poble de Sant Quirze Safaja. Tanmateix, s'hi pot arribar per pistes rurals des del terme castellcirenc, des dels masos de Puigdomènec o de Torroella.